# Captan
Captan (ISO-naam) is een fungicide voor algemeen gebruik. Het behoort tot de chemische familie van de ftaalimiden, zoals ook folpet en captafol. Het wordt veel gebruikt in de fruitteelt. Het werd in 1951 voor het eerst geregistreerd in de Verenigde Staten. Handelsnamen zijn onder andere Merpan, Phytocap, Orthocide, Vondcaptan, of de generische naam Captan. Captan komt ook veel voor in combinaties met andere pesticiden.
Het product is irriterend voor huid en ogen. Herhaald of langdurig contact met de huid kan de huid gevoelig maken. Het is een kankerverwekkende stof bij ratten en muizen, maar de relevantie hiervan voor de mens staat niet vast. Captan is ook giftig voor water- en bodemorganismen.
De Europese Unie heeft captan opgenomen in de lijst van werkzame stoffen. De looptijd hiervoor was van 1 oktober 2007 tot 30 september 2017.
In België is captan toegelaten voor gebruik bij onder andere appel-, peren, kersen- en pruimenbomen; bij kleinfruit zoals aardbeien, druiven, frambozen, aalbessen; bij zaaizaden van verschillende groenten en planten; bij sierbomen, tulpen, anemonen en ranonkel.

## Stereochemie
De structuurformule suggereert dat er ook een structuur kan zijn waarbij de heterocyclische vijfring naar beneden zou kunnen staan. Dit is echter dezelfde verbinding: een halve rotatie om as door het stikstof- en zwavelatoom maakt de moleculen identiek.